# Václav Hájek z Libočan

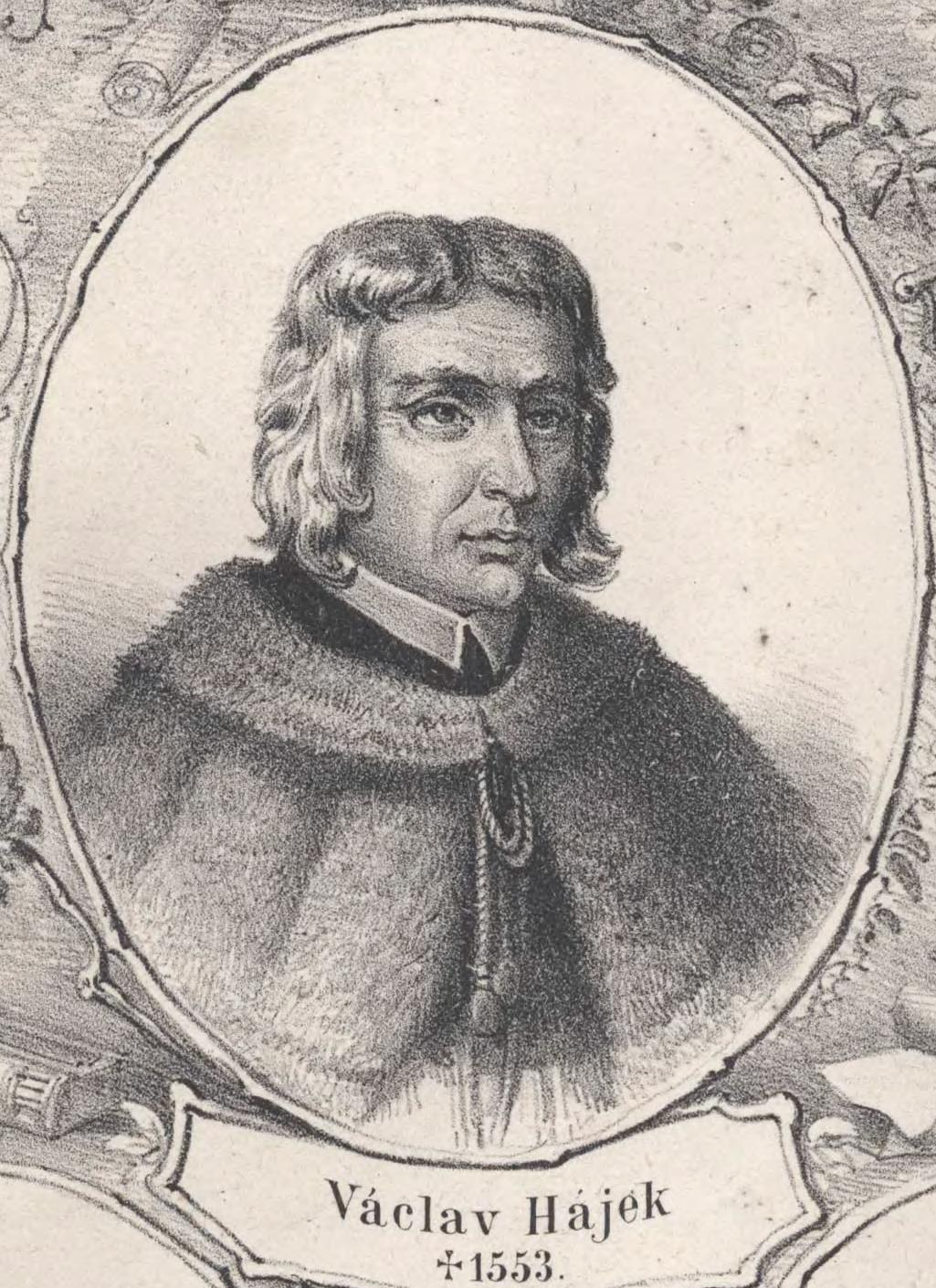
Václav Hájek z Libočan (Phantasieporträt aus den 1860er Jahren)

Václav Hájek z Libočan, auch Wenzeslaus Hagacius (Hagek) von Libotschan, Wenceslaus Hagecius, Wenceslaus Hagek von Liboczan, († 18. März 1553 in Prag) war ein böhmischer Chronist und Verfasser einer Chronik über die Geschichte Böhmens.

## Leben
Wenzel Hagek (Hajek) von Libotschan entstammte einer kleinadligen Familie aus Libotschan im Saazer Kreis. 1520 wurde er Pfarrer in Kosteletz an der Eger bei Budin an der Eger, ein Jahr später Kaplan in Slonitz. Zunächst Anhänger der Böhmischen Brüder, konvertierte er 1521 zum Katholizismus. 1524 wirkte er als Prediger in St. Thomas auf der Prager Kleinseite. Ab 1527 war er Dekan auf der Burg Karlštejn und Pfarrer in Tetin. Im Mai 1533 wurde er durch die königlichen Beamten zum Verwalter des Kollegiatkapitels St. Peter und Paul am Vyšehrad berufen. 1544 stieg er zum Propst des Kollegiatkapitels in Altbunzlau auf. Ein Jahr später fiel er in Ungnade, wurde wegen Ungehorsams verhaftet und verstarb 1553 in Prag.

## Chronik

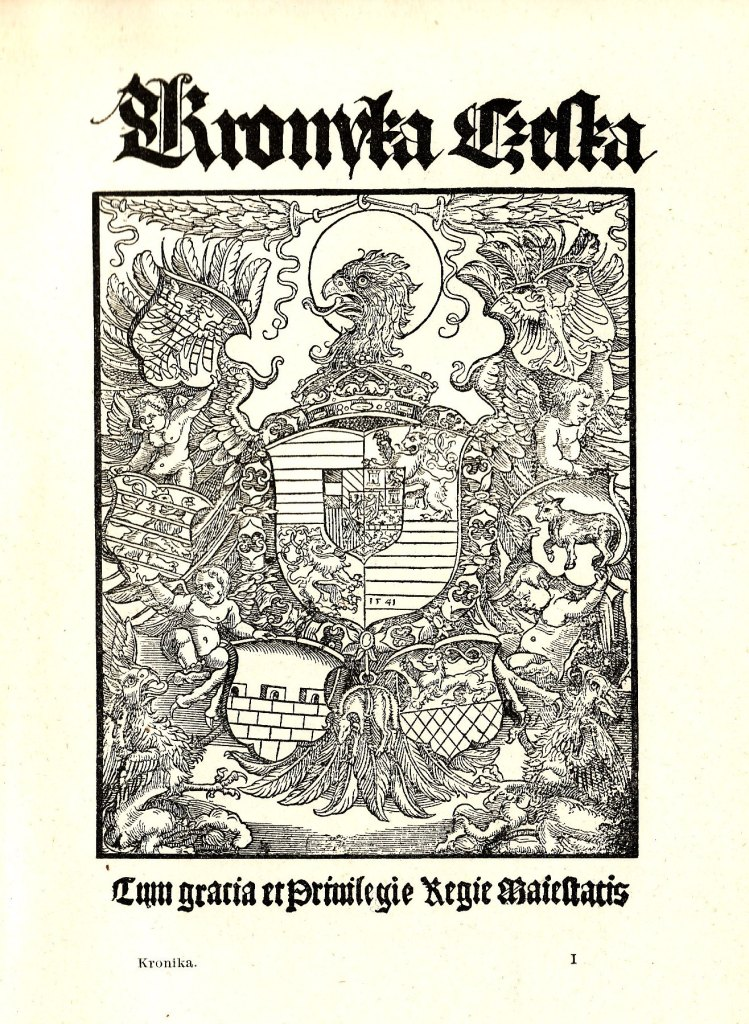
Titelblatt der Kronika česká

Seine umfangreiche Chronik der böhmischen Geschichte umfasst den Zeitraum von der Ankunft des legendären Urahnen Čech im Jahr 644 bis zur Krönung Ferdinands I. als König von Böhmen im Jahre 1526. Obwohl sie bis zum Ende des 18. Jahrhunderts zu den Standardwerken der böhmischen Geschichtsdarstellung gehörte, enthält sie zahlreiche Ungenauigkeiten, Irrtümer, Fehlinterpretationen und Legenden. Auch Johann Wolfgang von Goethe erweiterte seine Kenntnisse der Geschichte Böhmens mit Hájeks Chronik. Seit einer Kritik des Gelasius Dobner, die 1761–1782 erschien, verlor Hájeks Chronik an Bedeutung. Der modernen Forschung gilt sie wieder als eine wertvolle historische Quelle. Allerdings nicht nur für die Zeit, die sie beschreibt, sondern auch für die literarische Entwicklung der tschechischen Literatur, die in ihrer Entstehungszeit lebendig wird und das Zusammenleben zwischen Deutschen und Tschechen in Böhmen beleuchtet.

## Werke
- Kronyka Czeská, Prag 1541 (Digitalisat des Originals)
- Wenceslai Hagecii von Libotschan, Böhmische Chronik, vom Ursprung der Böhmen, von ihrer Hertzogen und Könige, Grafen und Adels Ankunfft, von ritterlichen Übungen und Turnieren, von innerlich- und ausländischen Kriegen, von Befestigungen des Landes und der Städte : Ingleichen von Übung des Götzendienstes und Bekehrung zum Christenthum, von Aufrichtung uralter Kirchen, Bissthümer, Stiffter, und der Hohen Schul. Wie Auch von Bergwercken und Saltzbrunnen, von Privilegien und Antiquitäten, von guter Ordnung, Müntz, Maas, Gewicht, von seltsamer Kleidung, von Natur-Wundern, Land-Strafen, und was sich sonsten in geistlichen und weltlichen Händeln zugetragen. Fritsch, Leipzig 1718 (Digitalisierte Ausgabe der Universitäts- und Landesbibliothek Düsseldorf)
- Václav Hájek z Libočan: Bibliografie im Bibliotheks- und Bibliographieportal / Herder-Institut (Marburg)